# Jonathan Page
Jonathan Page est un coureur cycliste américain, spécialiste du cyclo-cross. Il est né le 16 septembre 1976 à Tilton. Il a été quatre fois champion des États-Unis et a terminé deuxième du championnat du monde 2007. Il s'agit de la meilleure performance de sa carrière.

## Palmarès en cyclo-cross
- 1995-1996
  -  Champion des États-Unis de cyclo-cross espoirs
- 1996-1997
  -  Champion des États-Unis de cyclo-cross espoirs
- 1998-1999
  - 3e du championnat des États-Unis de cyclo-cross
- 2002-2003
  -  Champion des États-Unis de cyclo-cross
- 2003-2004
  -  Champion des États-Unis de cyclo-cross
- 2004-2005
  -  Champion des États-Unis de cyclo-cross
- 2005-2006
  - 3e du championnat des États-Unis de cyclo-cross
  - 10e du championnat du monde de cyclo-cross
- 2006-2007
  -  2e du championnat du monde de cyclo-cross
  - 2e du championnat des États-Unis de cyclo-cross
- 2007-2008
  - 2e du championnat des États-Unis de cyclo-cross
- 2008-2009
  - 3e du championnat des États-Unis de cyclo-cross
- 2009-2010
  - Rad Racing Grand Prix, Lakewood
  - 3e du championnat des États-Unis de cyclo-cross
- 2011-2012
  - 3e du championnat des États-Unis de cyclo-cross
- 2012-2013
  -  Champion des États-Unis de cyclo-cross
- 2013-2014
  - Charm City Cross 1, Baltimore
- 2015-2016
  - Jingle Cross #1, Iowa City

## Palmarès sur route
- 1992
  -  Champion des États-Unis sur route cadets
- 1994
  -  Champion des États-Unis sur route juniors
- 1996
  - 5e étape du Tour de Basse-Saxe
- 2002
  - Green Mountain Stage Race :
    - Classement général
    - 2e étape
- 2005
  - Fitchburg Longsjo Classic :
    - Classement général
    - 4e étape

  - 8e étape de l'International Cycling Classic
- 2007
  - 3e étape de la Fitchburg Longsjo Classic
- 2008
  - 14e étape de l'International Cycling Classic
  - 3e du Tour de Somerville